# Mongoose Publishing
Mongoose Publishing ist ein englisches Verlagshaus, das sich auf Rollenspiele und alles, was es dafür an Zubehör gibt, spezialisiert hat.

## Geschichte
Der Verlag entstand 2001 im Zuge des d20-System-Booms, der vor einiger Zeit infolge des großen Anklangs von D&D 3rd Edition entstanden war.
Seine Bücher zu diesem Thema wurden sehr bald die am meisten verkauften dieses Genres.
Nach den Anfangserfolgen konsolidierte der Verlag sein Geschäft und begann mit zum Teil aggressiven Taktiken und auch Prozessen um die Rechte am Vertrieb einzelner Teile aus der Produktlinie um Marktanteile zu kämpfen. Er erwarb die Rechte an einigen Comicserien und übernahm 2003 die Herausgabe des Rollenspiel-Magazins Signs and Portents und 2004 die Rechte am Rollenspiel Conan. Im Jahr darauf wurde Signs and Portents zum Online-Magazin umfunktioniert, was seine Popularität enorm steigerte (um die 50.000 Downloads pro Monat), und brachte eine Reihe eigener Rollenspiele auf den Markt.

Der Name leitet sich von der Operation Mongoose ab, mit der Amerika gegen Castro vorgehen wollte und die im Grunde (wie viele militärische Planungen) alles beinhaltet, was Fantasy-Rollenspiele ausmachen.

## Veröffentlichte Spiele (Auswahl)
- Babylon 5 (Nach der TV-Serie Babylon 5)
- Armageddon 2089
- Judge Dredd (nach dem Film Judge Dredd)
- Cities of Fantasy
- Conan, das Rollenspiel (nach der Romanvorlage von Robert E. Howard)
- Jeremiah-Rollenspiel (nach der TV-Serie Jeremiah – Krieger des Donners)
- Starship Troopers (nach dem gleichnamigen Film)
- RuneQuest
- Traveller